# 몬돌피네눈주머니쥐
몬돌피네눈주머니쥐(Mondolfi's four-eyed opossum, 학명: Philander mondolfii)는 남아메리카에 사는 주머니쥐의 일종이다. 콜롬비아와 베네수엘라에서 발견되며, 2006년 처음 기술되었다. 해발 고도 50m부터 800m 사이의 메리다 산맥과 오리엔탈 산맥 동쪽 면의 구릉 지대에서 서식한다. 두 분포 지역의 개체군은 다른 아종일 수도 있다. 통용명과 학명은 베네수엘라 생물학자 몬돌피(Edgardo Mondolfi)의 이름을 따서 지었다. 털은 짧고 양털처럼 털이 많다. 등 쪽의 털은 회색이고 복부 쪽은 크림색을 띤다. 귀는 가장자리에 색을 띤다. 눈 위의 반점은 크고 눈에 띈다. 귀 뒷쪽의 반점은 작지만 여전히 눈에 띈다.